# Synagoga w Opocznie
Synagoga w Opocznie – synagoga znajdująca się w Opocznie przy ulicy Janasa 13, nad rzeką Wąglanką.
Synagoga została zbudowana po pożarze miasta pod koniec XVIII w. Podczas II wojny światowej mało ucierpiała, miała tylko spalony dach. Po wojnie została przejęta przez Powiatowy Związek Gminnych Spółdzielni, z przeznaczeniem na magazyny zbożowe i budowlane. Ze względu na stan non stop niszczejącej synagogi w późniejszym okresie magazynów już w niej nie było.
W 1958 synagogę przebudowano na kino Tęcza, które funkcjonowało do lat 90. XX w. Podczas przebudowy m.in. zamurowano okna oraz usunięto czterofilarową bimę. W latach 90. XX w. przekazana Gminie Żydowskiej. Obecnie w rękach prywatnych, znajduje się w niej zakład przemysłowy.

## Architektura

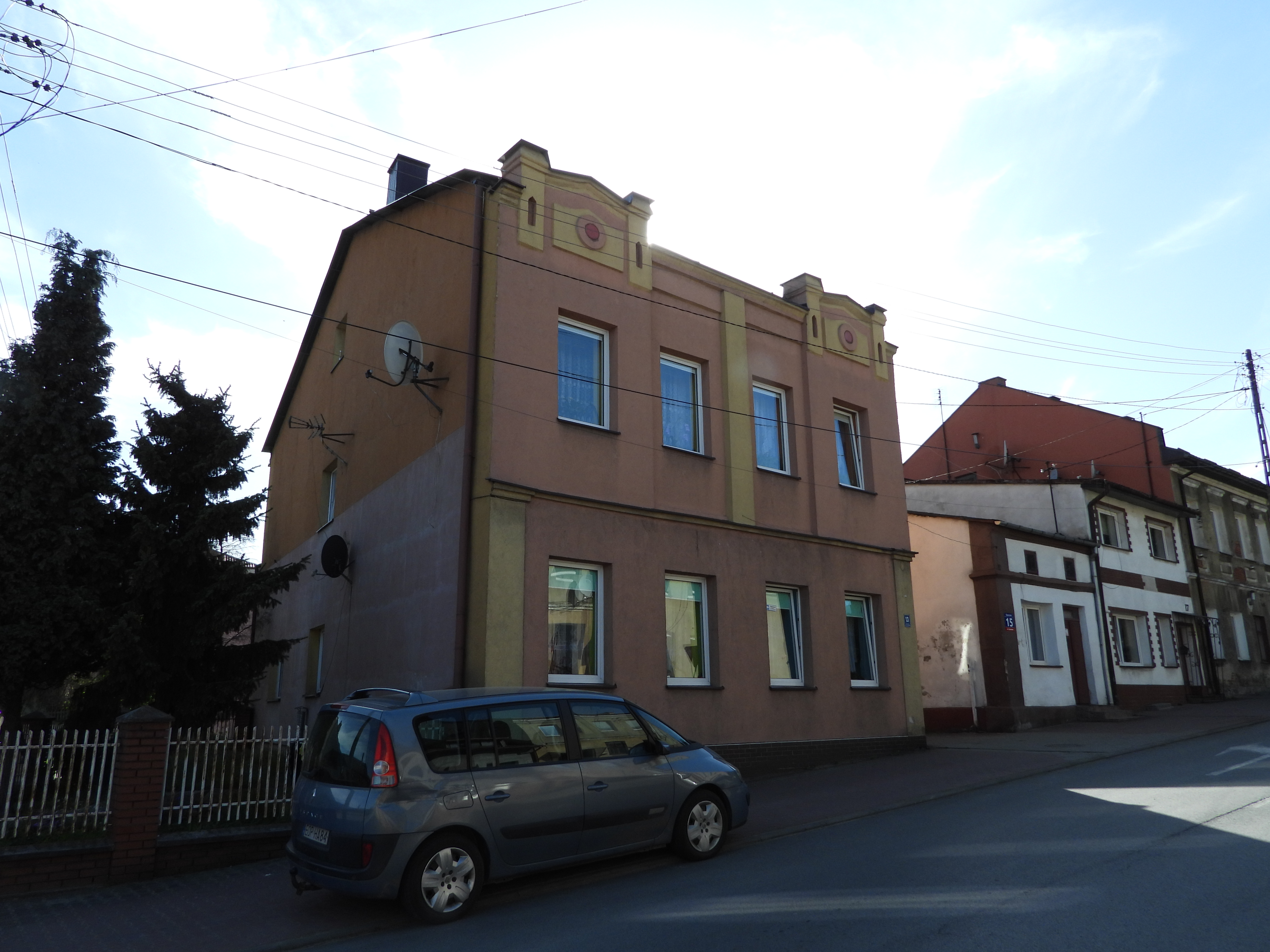
Dom rabina przy synagodze

Murowany budynek synagogi wzniesiono na planie prostokąta. Ściany zewnętrzne od poziomu parapetów podzielono parami lizen. Wysokie okna, w ścianie tylnej sali trzy. Nad oknami w każdym przęśle okulus. Na parterze, we wschodniej części, znajdowała się główna sala modlitewna na planie zbliżonym do kwadratu. W zachodniej części sień i izba, nad którymi mieścił się babiniec. Półkolista nisza w ścianie wschodniej służyła jako aron ha-kodesz. Wojnę przetrwała znaczna część wyposażenia synagogi, m.in. w bardzo dobrym stanie bima, którą zniszczono dopiero podczas adaptacji synagogi na kino. Zachował się wystrój zewnętrzny, a wewnątrz polichromowany strop, zasłonięty podwieszanym sufitem.